# Baranya Vármegyei Büntetés-végrehajtási Intézet
A Baranya Vármegyei Büntetés-végrehajtási Intézet büntetés-végrehajtási szerv Baranya vármegye székhelyén, Pécsen. Költségvetési szerv, jogi személy. 
Alaptevékenysége:
- az előzetes letartóztatással, valamint
- a biztonsági és egyéb fontos okból elhelyezett elítéltek szabadságvesztésével, továbbá
- az elzárással

összefüggő büntetés-végrehajtási feladatok ellátása.
Felügyeleti szerve a Belügyminisztérium, szakfelügyeletet ellátó szerve a Büntetés-végrehajtás Országos Parancsnoksága. 
Székhelye: 7621 Pécs, Papnövelde u. 7.

## Története
Az intézet felépítéséről 1882-ben döntött az igazságügyi kormányzat. Alapító okirata szerint 1884-ben létesült, működését ez év májusában kezdte meg, tervezője Körösztös Imre. 200 fő volt a befogadóképessége, ahol 24 magánzárka, 13 közös elhelyezésű zárka volt. Vezetője Zsolnay György királyi ügyész volt. Már ekkor lehetőségük volt a raboknak tanulni. 1895-ben bevezették az áramot.
1912-ben új fogház felépítéséről döntöttek, de a világháború miatt nem valósult meg a terv. 1926-ban felújították az épületet. A kommunizmus kezdetén rohamosan megnőtt a rabok száma. A forradalom után a magánzárkákat 6 fős-re növelték.
1957-ig a rabok a komlói kőbányában is dolgozhattak. Az épületben 1965-ig kesztyűvarroda működött.
Az 1960-as években és az 1970-es években az intézetbe csoportosították és ott foglalkoztatták a csökkent munkaképességű női elítélteket.
1996-ban nagy átalakításon ment keresztül az épület. Új épületszárnyat hoztak létre Viczencz Ottó tervei alapján, amelynek műszaki átadása 1998-ban volt.
2006 őszén az intézet melletti ingatlanon kezdte meg működését az uniós támogatással épült Fiatalkorúak Regionális Büntetés-végrehajtási Intézete. A fogvatartottak részleges foglalkoztatása költségvetési keretek között zajlik.

## jegyzetek
1. 1 2 3 4 5 6 7  Pécs lexikon  I. (A–M). Főszerk. Romváry Ferenc. Pécs: Pécs Lexikon Kulturális Nonprofit Kft. 2010. 80. o. ISBN 978-963-06-7919-0